# كاتيرينا بدوروفا
كاتيرينا بدوروفا (بالتشيكية: Kateřina Baďurová)‏ هي قافزة زانة تشيكية سابقة ولدت في يوم 18 ديسمبر 1982 في أوسترافا. أبرز إنجازاتها هو فوزها بالميدالية الفضية في بطولة العالم لألعاب القوى 2007 في أوساكا وألذي سجلت فيه رقم 4.75 متر وألذي أصبح أفضل رقم وطني. اعتزلت في سنة 2010 بعد زواجها من مواطنها متسابق القفز العالي توماش يانكو وأنجبت منه إبنتين. في سنة 2012 فازت بمسابقة الرقص مع النجوم.